# بنو صادوق
بنو صادوق (بالعبرية: בְּנֵי צָדוֹק‏) هي عائلة من الكهنة (الهارونيين) تنحدر من الجد الأعلى صادوق الذي جاء ذكره في نبوءات حزقيال. كان صادوق الكاهن الأعظم لبني إسرائيل في هيكل سليمان في القرن العاشر قبل الميلاد. ظلت رئاسة الكهنة في الهيكل في عقبه حتى حصار البابليون للقدس. جاءت نبوءة حزقيال بعد عدة عقود من دمار الهيكل، لتصف ولاء عائلة الصدوقيين لله، في الوقت الذي تمردت باقي الأمة على الله. ذُكر بني صادوق أربع مرات في الكتاب المقدس العبري، ضمن نبوءة الهيكل الثالث في الإصحاحات الأخيرة من سفر حزقيال،

## وصلات خارجية
- DNA family project for kohanim sons of Zadok at Family Tree DNA